# 釘貫亨
釘貫 亨（くぎぬき とおる、1954年4月29日 - ）は、日本の国語学者、名古屋大学教授。

## 略歴
和歌山県和歌山市生まれ。1979年京都教育大学教育学部国文学科卒業、1981年東北大学大学院文学研究科日本語学博士後期課程単位取得中退。1997年「古代日本語の形態変化」で名古屋大学博士（文学）。
1982年富山大学講師、1986年同助教授、1993年名古屋大学文学研究科助教授を経て、1997年教授。2020年定年退職、名古屋大学名誉教授。

## 著作

### 単著
- 『古代日本語の形態変化』和泉書院〈研究叢書193〉、1996年。ISBN 4870888297
- 『近世仮名遣い論の研究：五十音図と古代日本語音声の発見』名古屋大学出版会、2007年。ISBN 9784815805708
- 『「国語学」の形成と水脈』ひつじ書房〈ひつじ研究叢書：言語編113〉、2013年。ISBN 9784894766600
- 『動詞派生と転成から見た古代日本語』和泉書院〈研究叢書513〉、2019年。ISBN 9784757609143
- 『日本語の発音はどう変わってきたか：「てふてふ」から「ちょうちょう」へ、音声史の旅』中央公論新社〈中公新書2740〉、2023年。ISBN 9784121027405

### 共編
- 『ことばに向かう日本の学知』宮地朝子共編、ひつじ書房、2011年10月。ISBN 9784894765597

### 論文
- 釘貫亨